# Виды-двойники
Виды-двойники (англ. sibling species) — виды, не имеющие различий по большинству морфологических признаков, но репродуктивно изолированные. Чаще виды-двойники встречаются среди животных, которые используют для поиска партнёра запах (насекомые, грызуны), реже — среди тех, кто пользуется зрительной и акустической сигнализацией, (например, птицы).